# San Donato Milanese
San Donato Milanese er en italiensk by (og kommune) i regionen Lombardiet i Italien, med omkring 32.014(2023) indbyggere. 